# Улица Пулквежа Бриежа (Рига)
Улица Пу́лквежа Бри́ежа (латыш. Pulkveža Brieža iela, в переводе — улица Полковника Бриедиса) — улица в исторической части Риги, в Северном районе города. Пролегает в северном направлении от перекрёстка улиц Элизабетес, Стрелниеку и бульвара Калпака до пересечения с улицей Петерсалас, продолжаясь далее как Ганибу дамбис.

## История
Улица сформировалась как часть Выгонной дамбы, известной с XVI века. Застройка началась в 1-й половине XIX века, первоначальное название — 1-я улица Выгонной дамбы, с 1885 — 1-я Выгонная дамба (нем. 1. Weidendamm, латыш. 1. Ganību dambis).

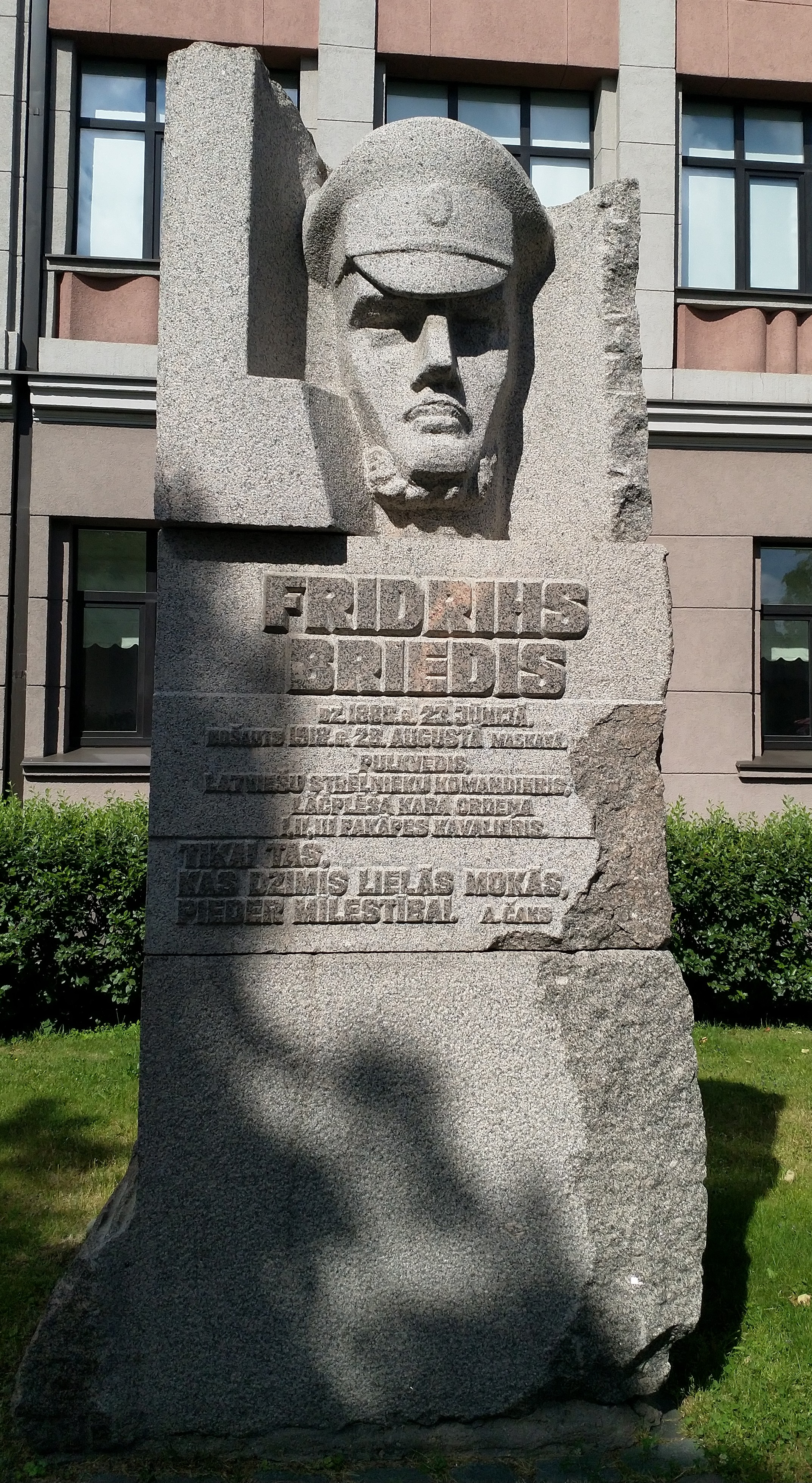
Памятник Ф. Бриедису у здания школы

В 1923 году улица получила современное название — в честь полковника Фридриха Бриедиса. После присоединения Латвии к СССР, в 1940 году улица была переименована в честь российского революционера Я. М. Свердлова, который в январе 1919 года участвовал в 1-м съезде Советов Латвии в Риге и в своей речи, в частности, заявил:
Ни с одной другой страной в мире мы [Советская Россия] так тесно не связаны, как с красной Латвией… Ни с кем так тесно не связаны, как с латышскими стрелками.
В годы немецкой оккупации улице возвращено название 1. Weidendamm. С 1944 года она снова называлась улица Свердлова, с 1991 года — 1. Ganību dambis, а в 1995 году восстановлено нынешнее название, которое более не изменялось.

## Транспорт
Улица Пулквежа Бриежа является частью государственной региональной автодороги P1. На всём протяжении имеет асфальтовое покрытие. Движение по улице двустороннее, по две полосы в каждом направлении, а от перекрёстка с улицей Ханзас до конца улицы имеется разделительная полоса (газон). Общая длина улицы составляет 1075 метров.
По улице проходят ряд маршрутов автобуса и троллейбуса, а также большинство рейсов, следующих в 1-й троллейбусный парк на Ганибу дамбис или из него. В конце улицы Пулквежа Бриежа расположен конечный пункт троллейбусных маршрутов № 1 и 19 «Pētersalas iela».

## Застройка
Нечётная сторона
- Угловой дом по ул. Элизабетес, 21 — бывший доходный дом (1883, архитектор Э. Тромповский), ныне гостиница, памятник архитектуры местного значения[9].
- Дом № 3 — бывший доходный дом (1880).
- Дом № 7 — бывший доходный дом Т. Глящева (1912, архитектор Александр фон Беттикер).
- Дом № 9 (во дворе) — бывший доходный дом (1912), памятник архитектуры местного значения[10].
- Дом № 11 — бывший доходный дом с магазином (1908, архитектор Пауль Мандельштам), памятник архитектуры местного значения[11].
- Дом № 13 — бывший доходный дом Эдуарда Риекстиньша (1911, архитекторы К. Пекшенс и А. Ванагс), памятник архитектуры местного значения[12].
- Дом № 15 — бывший комплекс доходных домов Эдуарда Кришьянсона с частной клиникой (1939), в советское время — больница Министерства здравоохранения Латвийской ССР.
- Дом № 19 — особняк Рихарда Поле (1894, архитектор Фридрих Зейберлих).
- Дом № 25 — средняя школа № 13 (1950—1951, архитектор А. Пуполс[латыш.]).
- Дом № 27 — бывший винокуренно-дрожжевой завод Адольфа Вольфшмидта; сохранившиеся корпуса построены в 1895—1914 гг. (архитекторы Рудольф Винклер, Карл Фельско, Вильгельм Бокслаф). В советское время — хлебокомбинат «Druva»[13].
- Дом № 35 — современный многоквартирный жилой дом (2017—2019, архитекторы Алексей Бирюков, Янис Гертманис).

Чётная сторона
- Угловой дом по ул. Стрелниеку, 1 — бывший доходный дом архитектора Эрнеста Поле, построенный по его собственному проекту в 1910—1912 гг. Памятник архитектуры местного значения[14].
- Дом № 2 — бывший доходный дом (1883, архитектор Флориан Вигановский), памятник архитектуры местного значения[15].
- Дом № 4 — бывший доходный дом (1886, архитектор Карл Фельско).
- Дом № 6 — бывший доходный дом с магазинами (1880, архитектор Аполлон Эдельсон).
- Дом № 8 — бывший доходный дом инженера Владимира Венцелидиса с магазинами (1912, архитектор Рене Хершелманис), памятник архитектуры местного значения[16]. В 1915—1919 годах в этом доме жил химик П. Вальден, в 1940—1944 — композитор и музыкальный педагог Х. Павасарс, а в 1945—1961 — советский государственный деятель, академик Я. В. Пейве (установлены мемориальные доски)[2].
- Дом № 10 — бывший доходный дом (1900, архитектор Э. Тромповский).
- Дом № 12 — главное административное здание АО «Latvenergo» (1971—1983, архитектор Лия Аста-Кнаке, Рижское отделение ВГПИ «Теплоэлектропроект»).
- Дом № 18 — бывший доходный дом (1910).
- Дом № 20 — бывший доходный дом Вилле (1894, архитектор Рейнгольд Шмелинг).
- Вдоль чётной стороны улицы после перекрёстка с ул. Ханзас до 2009 года располагалась обширная территория товарной станции «Рига-Пречу-1», в настоящее время ведётся рекультивация и застройка этого участка.

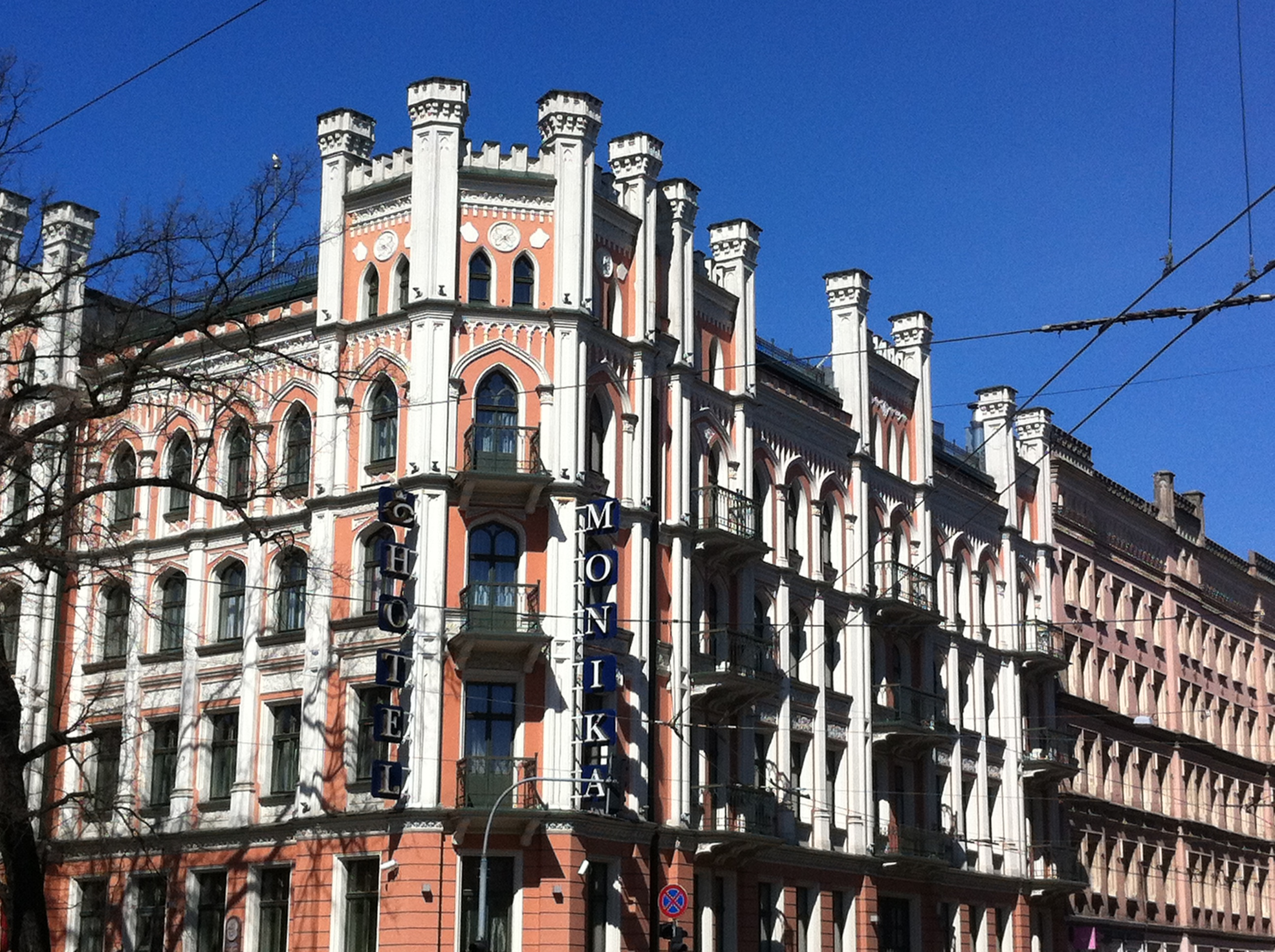
Вид от ул. Элизабетес
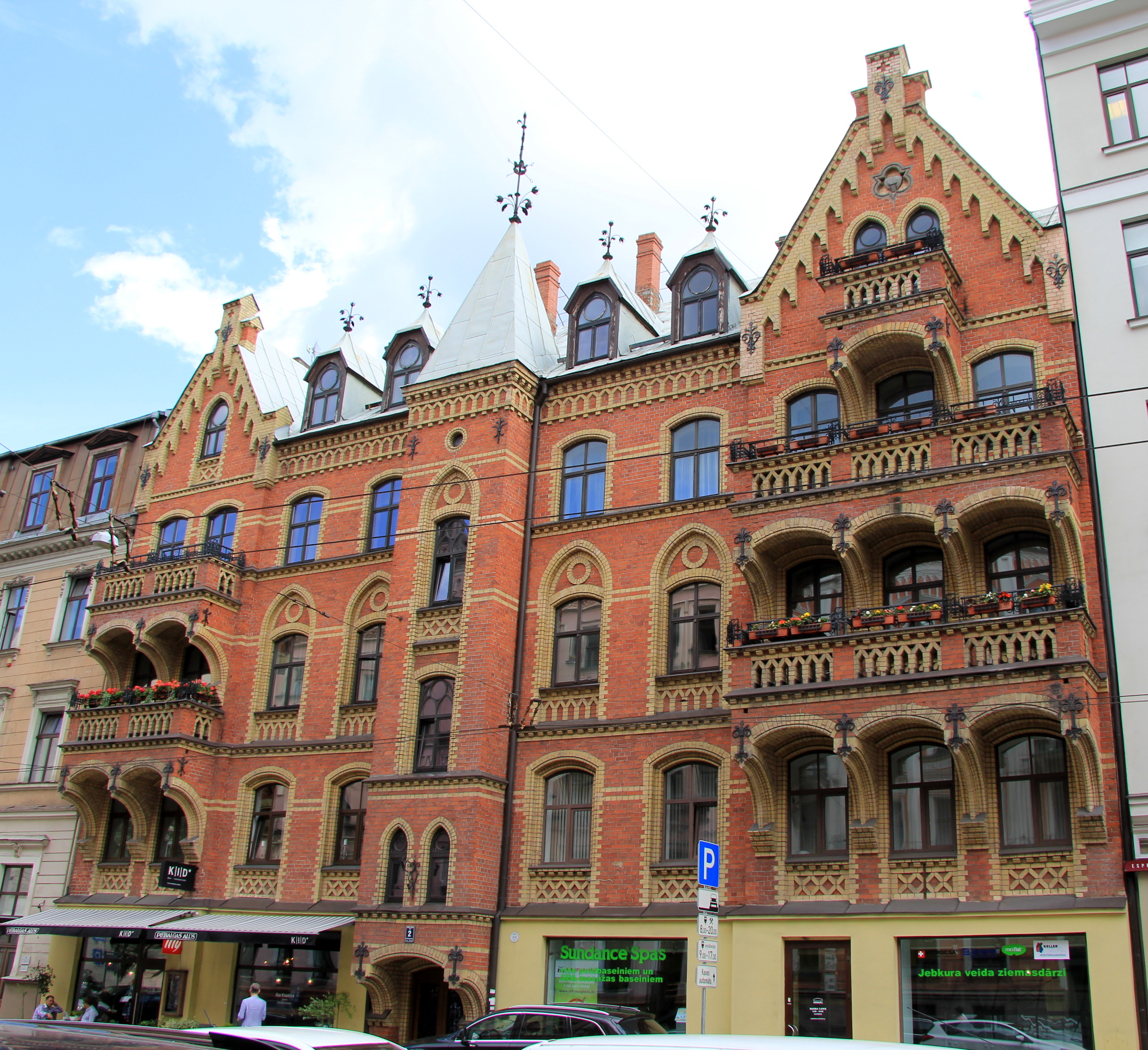
Дом № 2
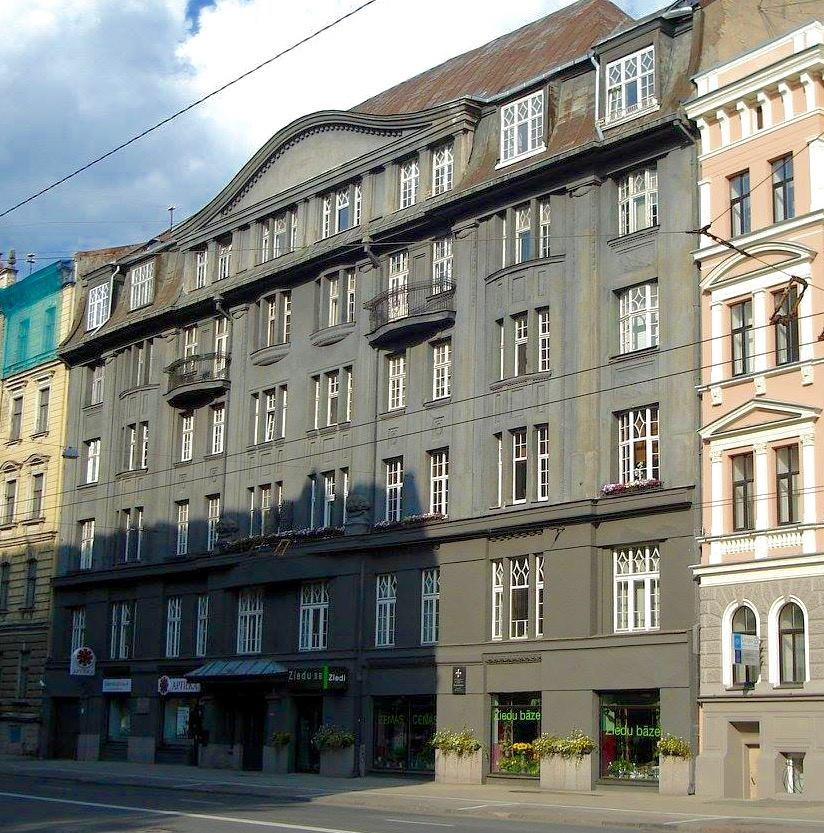
Дом № 8
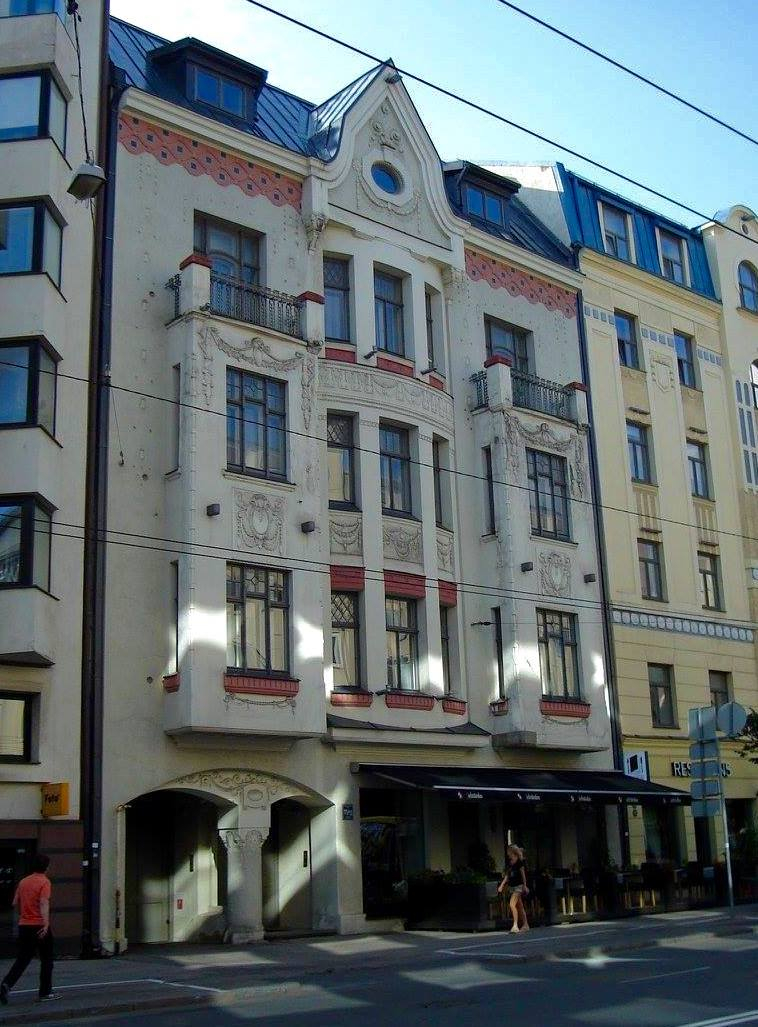
Дом № 11
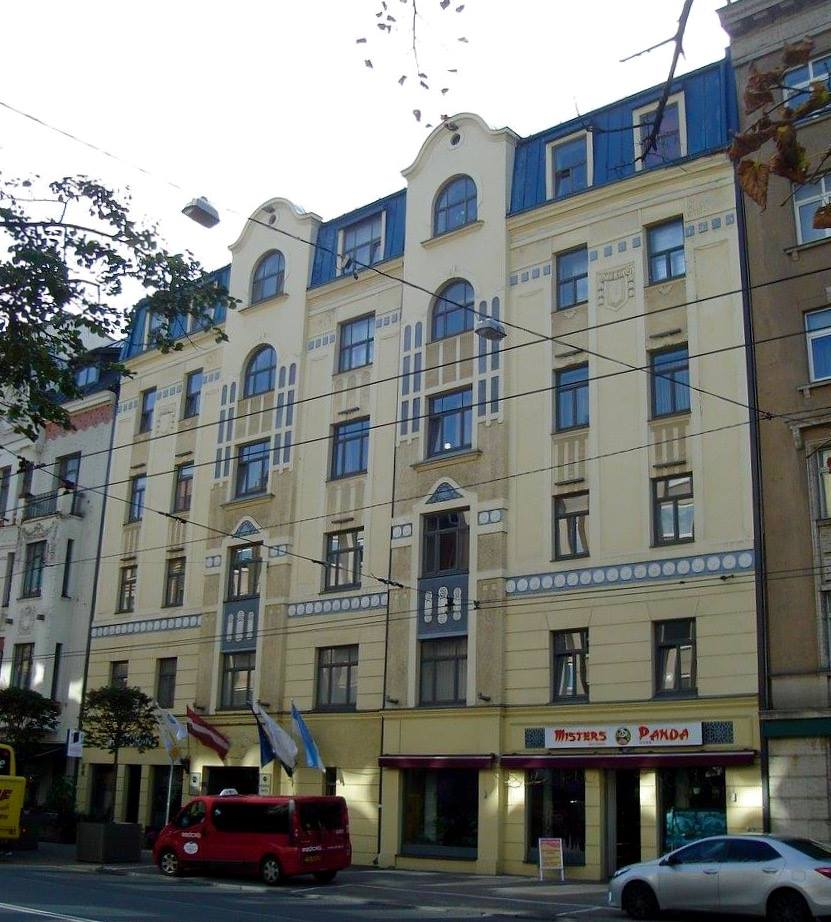
Дом № 13
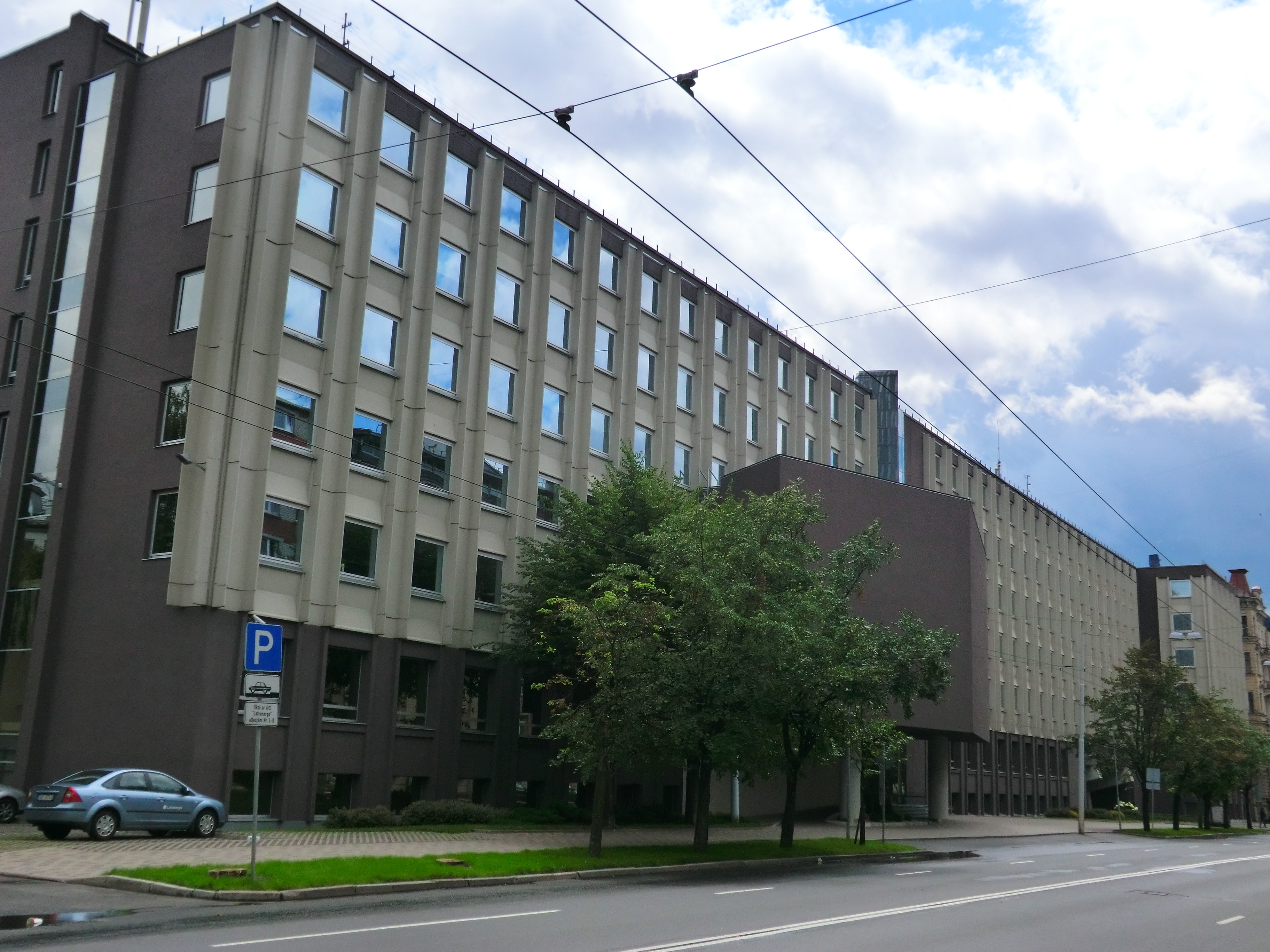
Здание Латвэнерго
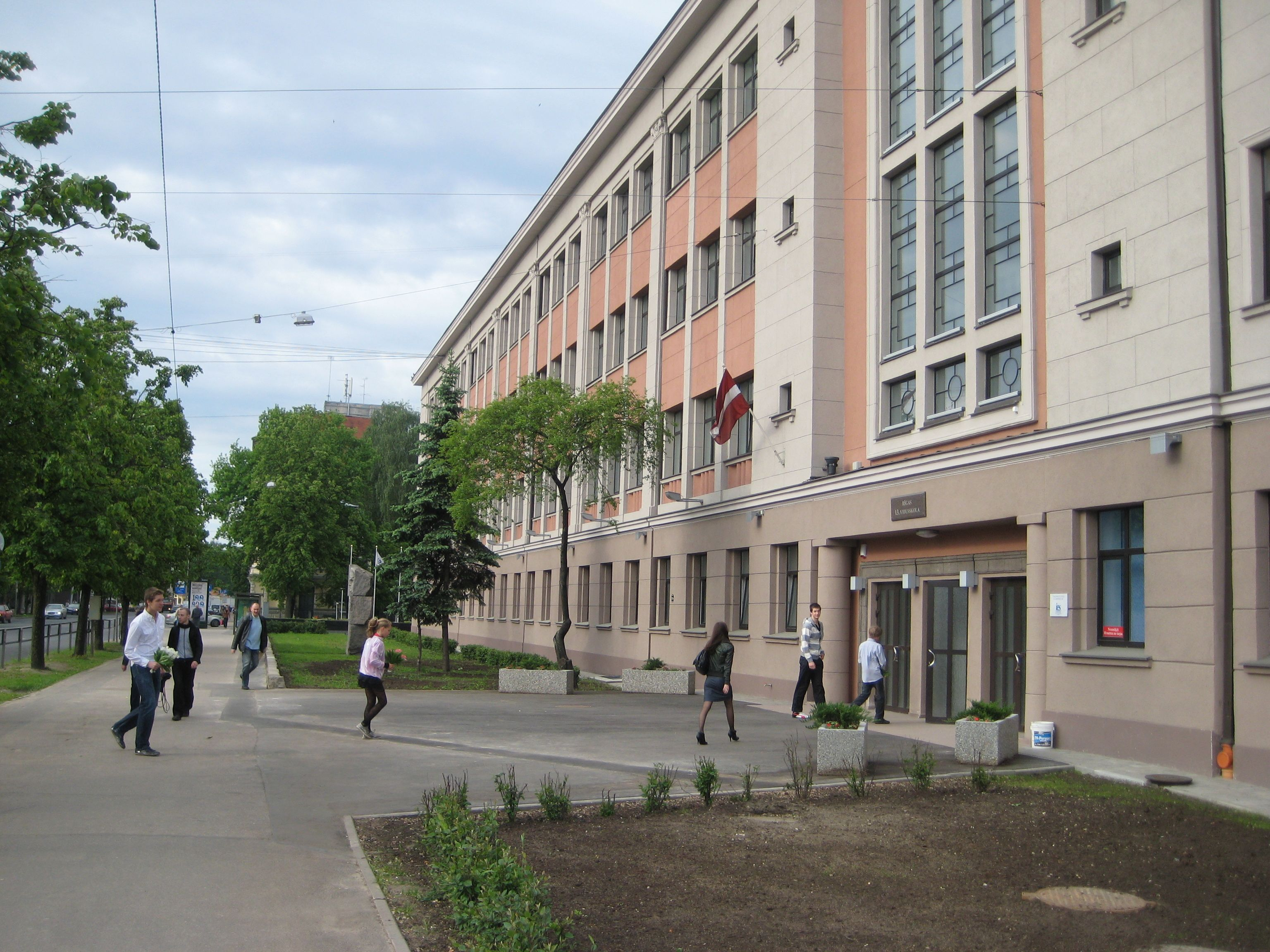
Вид вдоль школы № 13
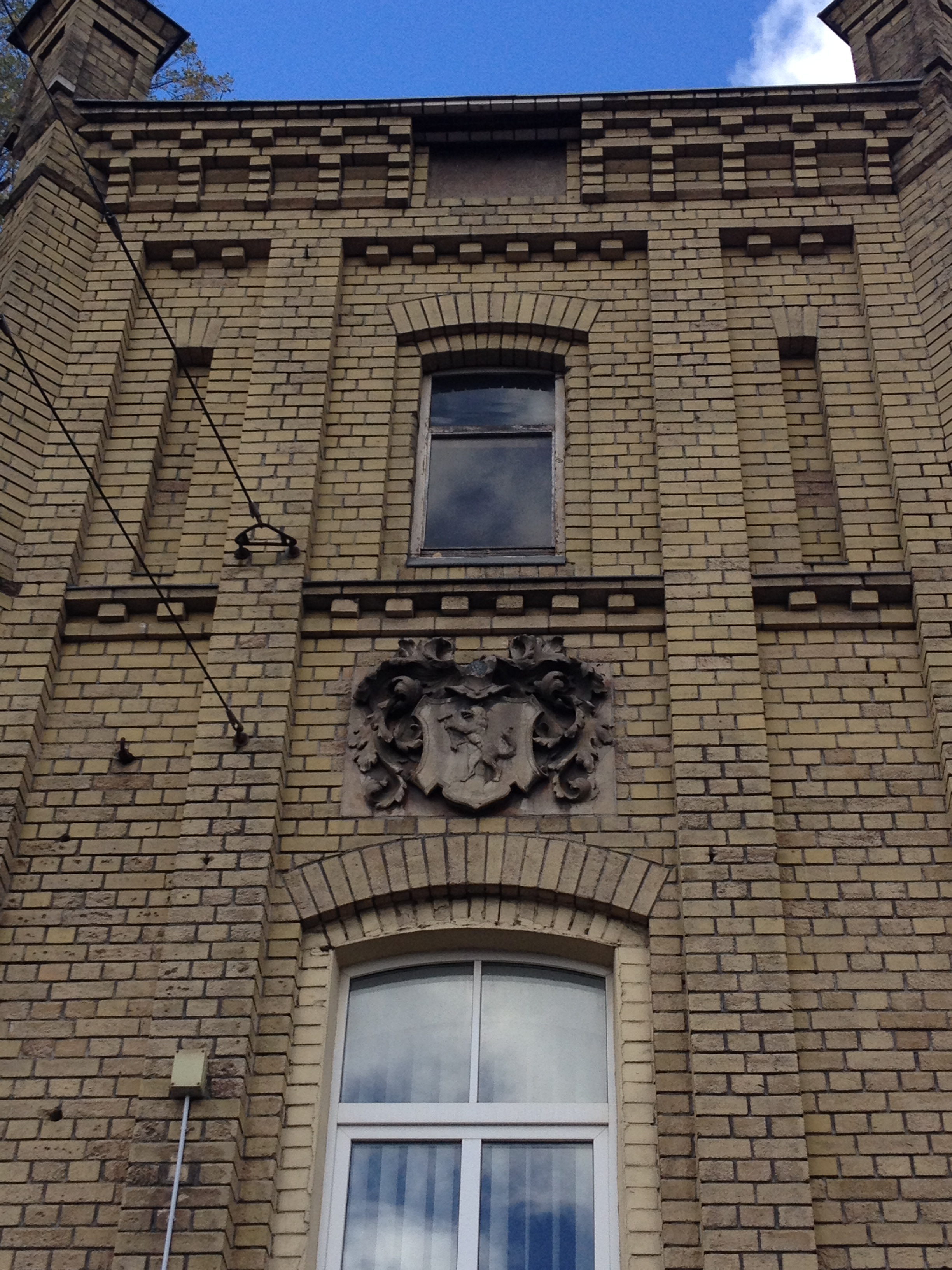
Герб семьи Вольфшмидт на доме № 27
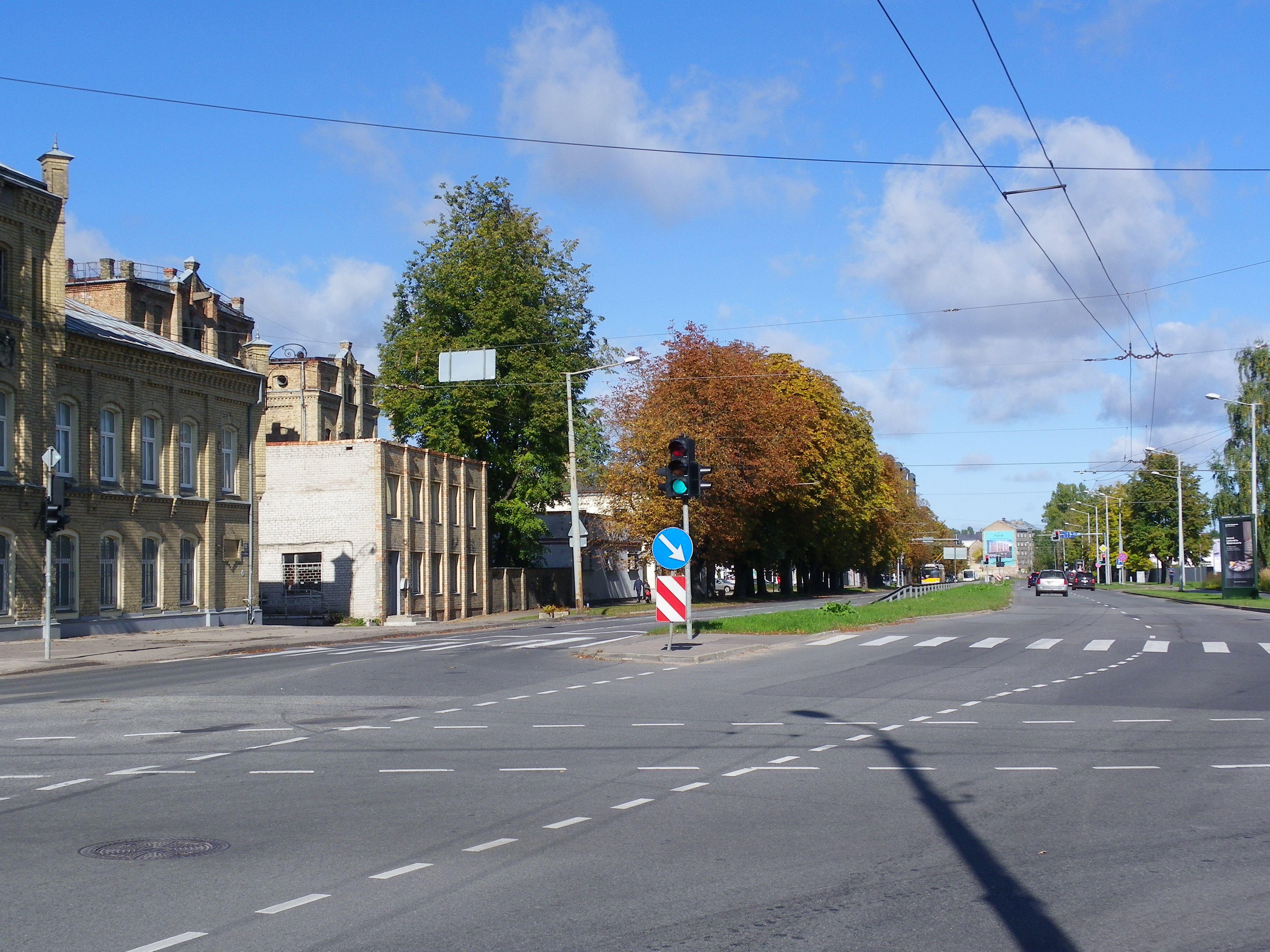
Дальняя часть улицы

## Прилегающие улицы
Улица Пулквежа Бриежа пересекается со следующими улицами:
- улица Элизабетес
- бульвар Калпака
- улица Стрелниеку
- улица Медниеку
- улица Дзирнаву
- улица Ханзас
- улица Петерсалас
- Ганибу дамбис